# Leptocoma
Leptocoma – rodzaj ptaków z rodziny nektarników (Nectariniidae).

## Występowanie
Rodzaj obejmuje gatunki występujące w Azji Południowej i Południowo-Wschodniej oraz Oceanii.

## Morfologia
Długość ciała 8–13 cm, masa ciała samców 4–11 g, samic 4–7,9 g.

## Systematyka

### Etymologia
Nazwa rodzajowa jest połączeniem słów z języka greckiego: λεπτος leptos – „delikatny, drobny” oraz κομη komē – „włosy”..

### Podział systematyczny
Do rodzaju należą następujące gatunki:
- Leptocoma zeylonica (Linnaeus, 1766) – nektarnik żółtobrzuchy
- Leptocoma minima (Sykes, 1832) – nektarnik mały
- Leptocoma sperata (Linnaeus, 1766) – nektarnik zmienny
- Leptocoma aspasia (Lesson & Garnot, 1828) – nektarnik czarny
- Leptocoma calcostetha (Jardine, 1843) – nektarnik namorzynowy